# Furious (Original Motion Picture Soundtrack)
Furious (Original Motion Picture Soundtrack) è la terza colonna sonora del cantautore statunitense Serj Tankian, pubblicata l'8 dicembre 2017 dalla Lakeshore Records.

## Descrizione
Contiene musica realizzata dal cantautore per il film Furious - The Legend of Kolovrat diretto da Ivan Shurkhovetskiy e incentrato sulle gesta del bogatyr russo Evpaty Kolovrat .
La pubblicazione della colonna sonora è stata anticipata dai brani Fedor's Last Stand e Kolovrat Theme, resi disponibili per l'ascolto tra il 6 e il 7 dicembre.

## Tracce
1. Intro – 2:21
2. Ambush – 2:17
3. Horde Patrol – 1:21
4. The Prince – 0:47
5. The Family – 0:40
6. Nastya – 0:47
7. The Horde Is Here – 1:05
8. Into the Wilderness – 1:05
9. Mongolian Camp – 2:43
10. Warn Our People – 1:11
11. To Arms! – 1:27
12. Fedor's Last Stand – 1:54
13. You Should Prey – 2:03
14. Ryazan Is Gone – 4:30
15. Nastya's Whistle – 0:53
16. The Horde Returns – 2:35
17. Herb Potion – 3:18
18. Holy Mother – 0:46
19. There's No Blood – 0:46
20. Woodland Spirits – 2:19
21. Confusion – 3:01
22. Uragsha – 3:40
23. Bear Attack – 4:48
24. The Children – 2:01
25. Are They Really Ours? – 2:13
26. Prepare for Battle – 1:46
27. Battle Cry – 3:59
28. Hold the Line – 3:08
29. Come Kill Us – 3:46
30. Sail – 2:56
31. Death of Kolovrat – 3:15
32. Shoulder to Shoulder – 1:00
33. Kolovrat Theme – 3:07
34. A Fine Morning to Die – 3:47